# Roha Ashtami
Roha Ashtami là một thành phố và là nơi đặt hội đồng đô thị (municipal council) của quận Raigarh thuộc bang Maharashtra, Ấn Độ.

## Nhân khẩu
Theo điều tra dân số năm 2001 của Ấn Độ, Roha Ashtami có dân số 19.082 người. Phái nam chiếm 52% tổng số dân và phái nữ chiếm 48%. Roha Ashtami có tỷ lệ 81% biết đọc biết viết, cao hơn tỷ lệ trung bình toàn quốc là 59,5%: tỷ lệ cho phái nam là 83%, và tỷ lệ cho phái nữ là 78%. Tại Roha Ashtami, 12% dân số nhỏ hơn 6 tuổi.